# KCTV-toren
De KCTV-toren is een 317,6m hoge stalen vakwerk-zendmast te Kansas City, gelegen in de Amerikaanse staat Missouri. De in 1956 gebouwde toren zendt het signaal van de gelijknamige tv-zender uit.